# Rib Lake (Wisconsin)
Rib Lake – miasto w Stanach Zjednoczonych, w stanie Wisconsin, w hrabstwie Taylor.